# La professora de piano
La professora de piano (títol original, Lara) és una pel·lícula dramàtica alemanya del 2019 dirigida per Jan-Ole Gerster. S'ha doblat i subtitulat al català.

## Sinopsi
La pel·lícula se centra al voltant de la Lara, una severa funcionària que es dedica a la carrera del seu fill pianista virtuós, en Viktor, mentre abandona les seves pròpies activitats creatives.

## Repartiment
- Corinna Harfouch - Lara Jenkins
- Tom Schilling - Viktor Jenkins
- Rainer Bock - Paul Jenkins
- Volkmar Kleinert - Prof. Reinhoffer
- André Jung - Sr. Czerny
- Gudrun Ritter - mare de la Lara